# Kecamatan Tana Lia
Kecamatan Tana Lia (indonesiska: Tana Lia) är ett distrikt i Indonesien.   Det ligger i provinsen Kalimantan Utara, i den norra delen av landet, 1 600 km nordost om huvudstaden Jakarta. Kecamatan Tana Lia ligger på ön Pulau Mandul.